# Première circumnavigation russe

Carte de l'expédition.

La première circumnavigation russe est entreprise en 1803-1806 sur les navires Nadejda et Neva (en) sous le commandement de Johann Adam von Krusenstern et Iouri Lissianski. Initialement, l'expédition est conçue comme une entreprise commerciale de la Compagnie russe d'Amérique pour approvisionner le Kamtchatka et les possessions russes en Amérique du Nord, ainsi que pour consolider la Russie dans les possessions éloignées de l'océan Pacifique. En raison de difficultés financières, l'équipement est financé par l'État et les tâches de l'expédition sont donc considérablement élargies politiquement : il faut explorer Sakhaline et les îles Kouriles, établir des relations diplomatiques avec le Japon et ouvrir le marché chinois au commerce en fourrures russes. La partie chinoise de l'expédition est à la volonté de Youri Golovkine. Dans les îles hawaïennes, les navires se séparent : le Nadejda va au Kamtchatka et au Japon, tandis que le Neva va à l'île Kodiak, où elle reste pendant quatorze mois, participant à la guerre russo-tlingite (ru).
L'ambassade au Japon est dirigée par Nikolaï Rezanov, mais ses pouvoirs ne sont pas correctement formalisés et distribués, ce qui provoque des conflits constants avec von Krusenstern, nommé six mois plus tôt. Politiquement, l'expédition échoue dans ses objectifs : les autorités japonaises n'autorise pas l'entrée dans le pays et refusent d'établir des relations diplomatiques. En 1805, Rezanov et sa suite sont débarqués au Kamtchatka et agissent ensuite de manière indépendante, notamment dans la question de l'adhésion de Sakhaline et des Kouriles à l'Empire russe, ce qui aggrave fortement les relations interétatiques. Malgré le fait qu'en Chine, il n'est pas possible de vendre des fourrures en dégageant suffisamment de bénéfices, tous les objectifs commerciaux sont atteints.
Grâce à une équipe scientifique professionnelle (Johann Kaspar Horner, Wilhelm Gottlieb von Tilesius von Tilenau et Georg Heinrich von Langsdorff), cette expédition est devenue une étape importante dans l'histoire de la Russie, dans le développement de sa flotte, et elle apporte une contribution significative à l'étude des océans, de nombreuses branches de la sciences naturelles et sciences humaines. De jeunes officiers, participants au voyage — Makar Ivanovitch Ratmanov (ru), Fabian Gottlieb von Bellingshausen et Otto von Kotzebue — firent plus tard une carrière navale et menèrent eux-mêmes des expéditions autour du monde.